# Istoria Muntenegrului

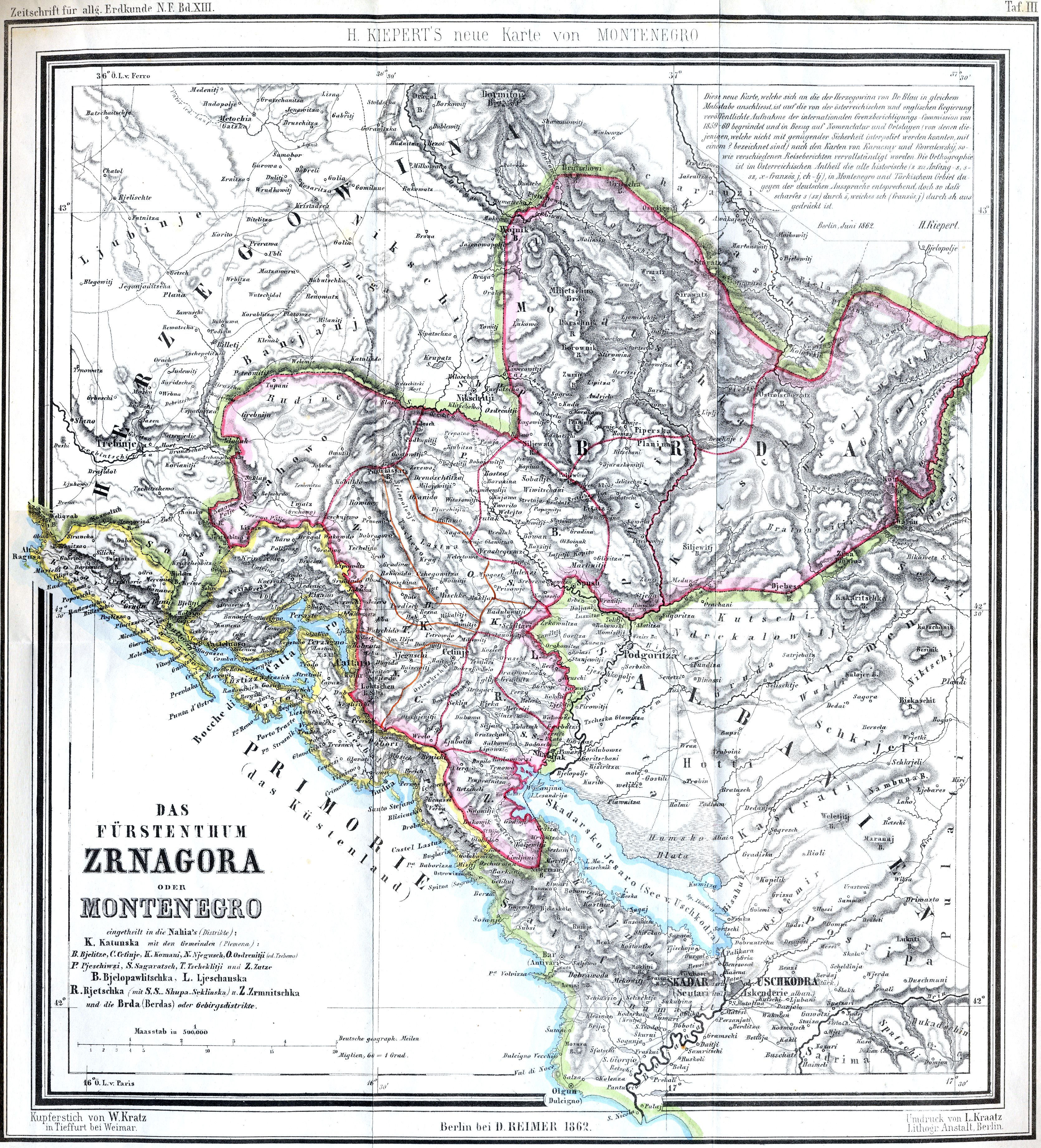
Muntenegru în 1862

În antichitate, teritoriul actual al Muntenegrului era locuit de triburi ilire. În sec. al-II-lea î.Hr., teritoriul actual al Muntenegrului este cucerit de romani și încorporat în provincia romană Illyricum. Între sec. VI-VIII, aici sosesc triburi slave, ce se vor stabili aici și se vor amesteca cu populația locală.
La sfârșitul sec. XII, regiunea a fost inclusă în Imperiul Sârb. În urma înfrângerii sârbilor de către turci în Bătălia de la Kosovo Polje (1389), regiunea a devenit independentă. A fost adesea în război cu albanezii și turcii, aceasta a format în 1711 o alianță cu Rusia. În timpul Primul Război Balcanic, a luptat împotriva Turciei. A fost aliată Serbiei în timpul Primului Război Mondial. După război, aceasta se va uni cu Regatul Sârbilor, Croaților și Slovenilor(Iugoslavia după 1929).
În timpul Celui De-al Doilea Război Mondial, a fost ocupată de italieni. În 1946, devine una dintre cele 6 republici iugoslave. După 1992, Serbia și Muntenegru au format Republica Federală Iugoslavia. În 2003, parlamentele Muntenegrului, Serbiei și cel iugoslav, au ratificat o nouă constituție care a menținut federația sub Denumirea de Serbia și Muntenegru. În 2006, Serbia și Muntenegru s-au separat complet pe cale pașnică.

## Istorie

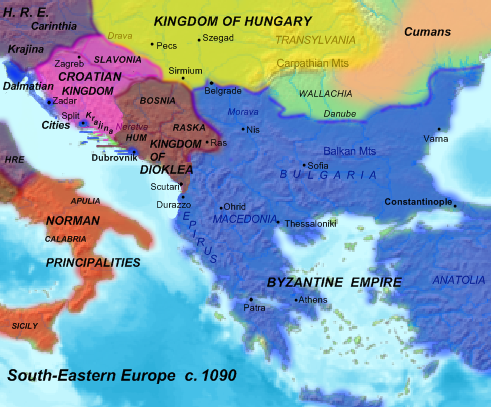
1080 d.Hr., apogeul stăpânirii Diocleei

### Antichitate
Plinius, Appian și Ptolemeu menționau Docleatae ca o regiune maritimă, inhabitabilă, în care se situa și orașul Doclea (Podgorița veche).
Romanii au cucerit această regiune în anul 90 d.Hr. Slavii au cucerit această regiune mai târziu, între secolele V-VII, și au avut, până în secolul al X-lea, un principat semi-independent, numit Doclea, care era legat de Serbia Medievală, și într-o mai mică măsură de Imperiul Bizantin și Bulgaria.

### Evul Mediu
Doclea și-a dobândit independența de Imperiul Bizantin în 1042. În următoarele decenii și-a extins teritoriile, anexând Rascia și Bosnia, după care de asemenea, a fost recunoscută ca regat. Puterea sa a început să intre în declin, la sfârșitul  secolului al XI-lea, iar ]n 1186, a fost cucerit de Stefan Nemanja și încorporată în teritoriile Sârbești. Noile pământuri alipite, numite Zeta pe atunci, au fost conduse de către dinastia sârbă Nemanjić. După ce Imperiul Sârb s-a prăbușit, în a doua jumătate a secolului al XIV-lea, o altă familie (Dinastia Balšić) au venit la putere.
În 1421, a fost anexată Despotatului Sârbesc, dar după 1445, o altă familie regală din Zeta, familia Crnojević, a condus Muntenegru până în 1499, făcându-l ultima monarhie  independentă a Balcanică, înainte ca Otomanii să o anexeze sangeacului Shkodër. Pentru un timp scurt, Muntenegru a existat ca un sangeac separat, autonom, în anii 1514-1528, o altă versiune spune că a existat sub acest statut în anii 1597-1614.

### Dominația Otomană și Mitropolia

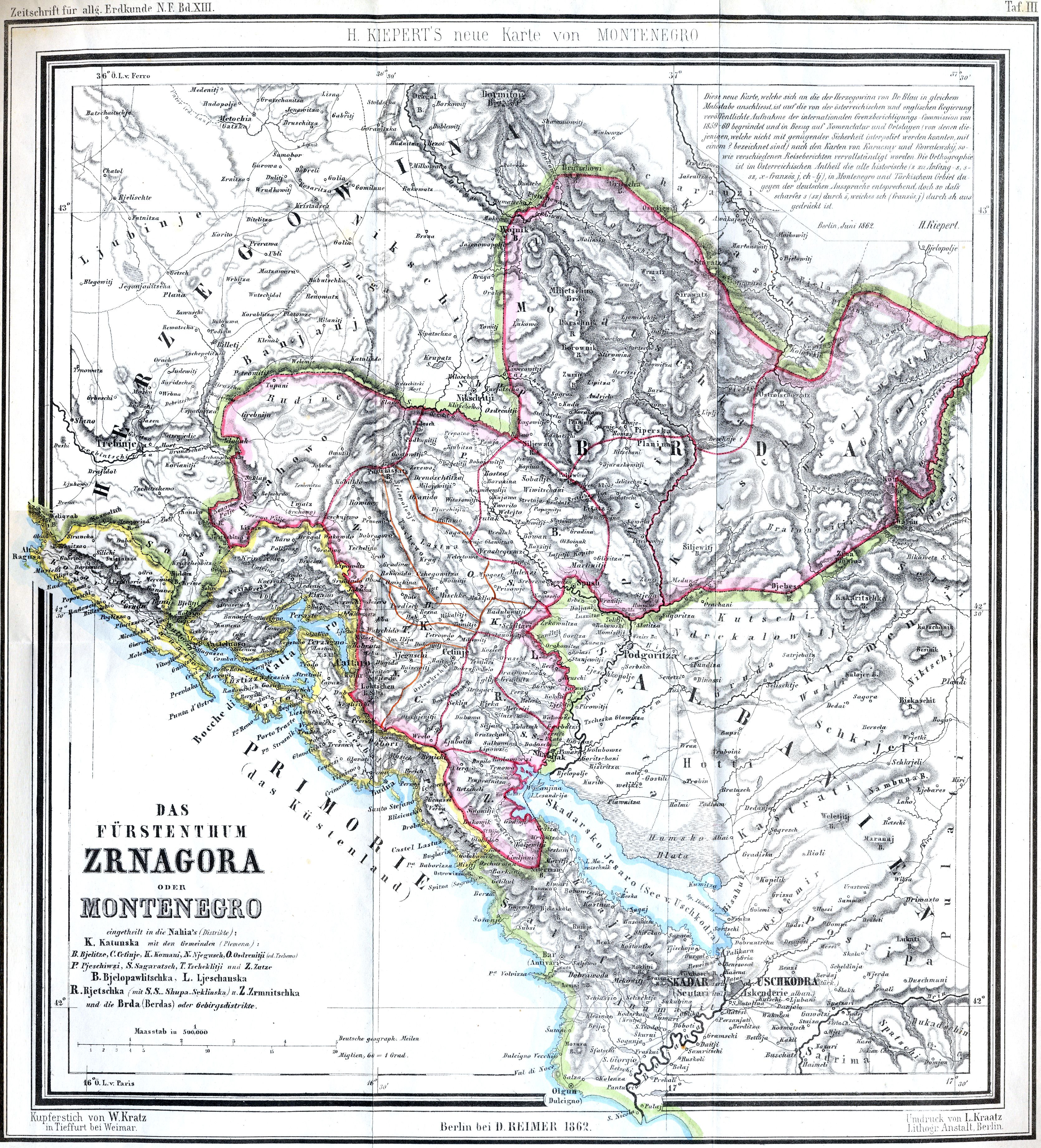
Principatul Muntenegru.

În secolul al XVI-lea, Muntenegrului i s-a atribuit o formă unică de autonomie în interiorul Imperiului Otoman, și anume, eliberarea familiilor și a clanurilor muntenegrene de anumite restricții. Totuși muntenegrenii au refuzat orice fel de conducere Otomană prin rebeliunile și numeroasele proteste, ale căror număr a crescut semnificativ în secolul al XVII-lea, ce au culminat cu înfrângerea Otomanilor în Marele Război Turcesc, la sfârșitul acelui secol.
Muntenegru a devenit o teocrație, condusă de Biserica Ortodoxă Sârbă și de Mitropolia Muntenegrului și a Litoralului. O perioadă înfloritoare, nemaiîntâlnită din timpurile lui Petrovici-Neagoș. Numele conducătorului teocrației era  "Vladika al Muntenegrului". Republica Veneția și-a introdus guvernatori care s-au amestecat în politicile statale a Muntenegrului; când republica a fost succedată de Imperiul Austriac în 1797, guvernatorii au fost retrași de către Petar II în 1832. Predecesorul său, Petar I a contribuit la unificarea Muntenegrului cu Ținuturile muntoase.

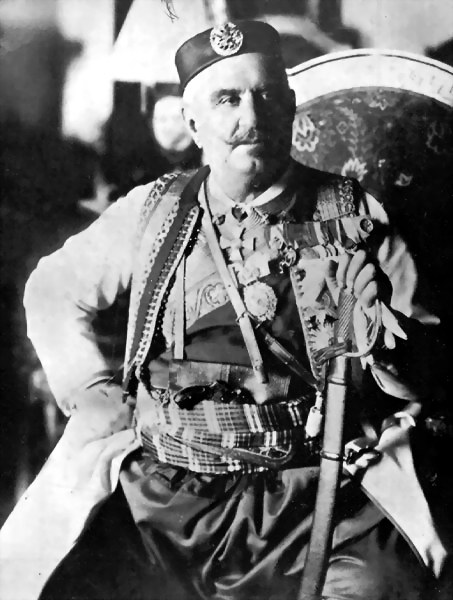
Nikola I al Muntenegrului, singurul rege al Muntenegrului.

### Principatul Muntenegrului

Steagul Principatului Muntenegru.

Sub conducerea lui Nikola I, suprafața principatului s-a mărit de multiple ori în războaiele Turco-Muntenegrene, care au culminat cu independența acestei regiuni în anul 1878. După acest eveniment, s-au stabilit relații diplomatice cu Imperiul Otoman. Chiar dacă au existat incidente privind amplasarea hotarelor, relațiile între cele 2 state au continuat în următorii 30 de ani, până când regele Abdul-Hamid al II-lea a fost detronat.
Abilitățile din domeniul politicului a celor 2 oficiali au jucat un rol major în relațiile de prietenie de pe viitor. Modernizarea Muntenegrului a continuat. Așadar, unele din cele mai mare evenimente ale timpurilor de atunci reprezenta adoptarea unei constituții, în 1905. Chiar și așa, disputele politice dintre partidul de guvernământ, Partidul Popular Muntenegrean care erau pentru procesul de modernizare și uniune cu Serbia și Adevăratul Partid al Poporului, care avea o politică monarhistă, contrară celei de guvernământ.
În timpul acestei perioade, unele dintre cele mai glorioase victorii asupra Otomanilor a avut loc la Grahovac. Ducele Mirko Petrović, fratele mai mare a lui Knjaz Danilo, conducea o armată de 7,500 de ostași și a învins-o pe cea Otomană, superioară cantitativ, cu 13,000 de soldați la Grahovac pe 1 mai 1858. Gloria acestei bătălii muntenegrene fusese imortalizată în unele poeme și ode sud-slavone ale timpului, în mare parte a muntenegrenilor din Voivodina, făcând parte în acele timpuri din Austro-Ungaria. Acest fapt a forțat Marile puteri să demarcheze în mod oficial, granițele dintre Muntenegru și Imperiul Otoman, acordându-i astfel statutul de facto, de țară independentă.
Prima Constituție muntenegreană a fost proclamată în 1855; cunoscută deasmenea sub numele de Codul lui Danilo.

### Regatul Muntenegru (1910–1918)

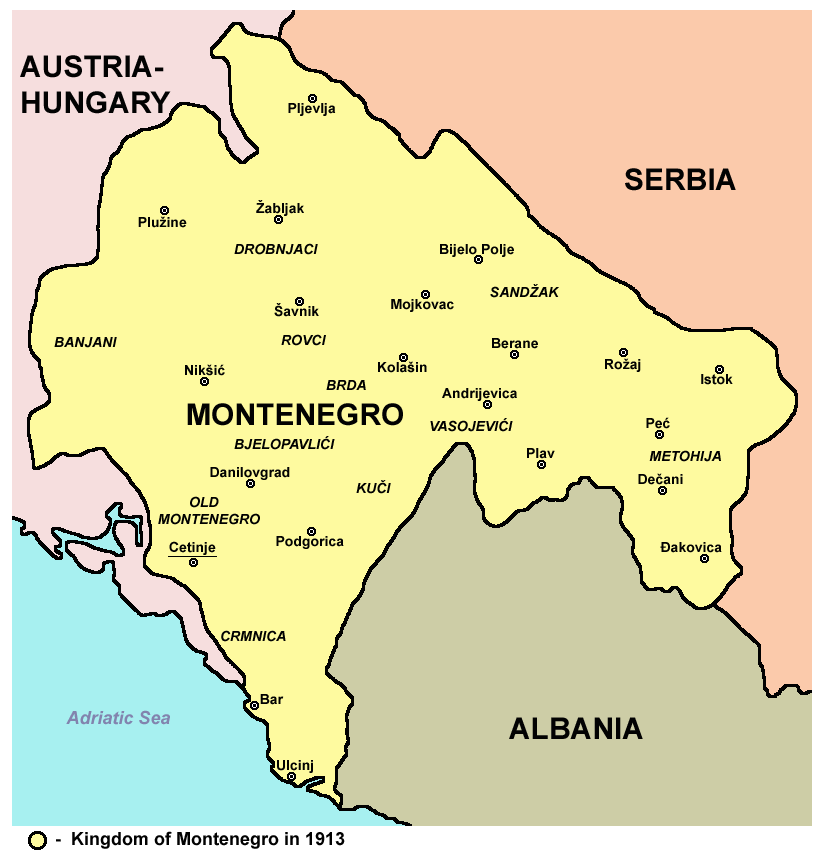
Regatul Muntenegru

În 1910, Muntenegru devenise regat iar apoi, ca rezultat a Războaielor Balcanice din 1912 și 1913 (războaie în care otomanii au pierdut toate cuceririle din Balcani), o frontieră comună cu Serbia și cu Shkodër (care s-a alăturat, mai târziu, Albaniei) a fost stabilită.
În Primul Război Mondial în 1914, Muntenegru s-a aliat Serbiei împotriva Puterilor Centrale, suferind o înfrângere la scară largă către Austro-Ungaria la începuturile anului 1916. În 1918, Aliații au eliberat Muntenegru, care mai apoi s-a unit cu Serbia.

#### Unificarea și răscoala de Crăciun
În timpul Primului Război Mondial (1914-1918), Muntenegru fusese aliat cu Puterile Aliate. Din 15 ianuarie 1916 până în Octombrie 1918, Muntenegru a fost ocupat de către Austro-Ungaria. Pe timpurile ocupației, regele Nikola I al Muntenegrului a sosit mai întâi în Italia iar mai apoi în Franța, mai târziu guvernul transferându-și sarcinile și operațiunile sale la Bordeaux. Când Aliații au eliberat Muntenegru, Adunarea din Podgorița (Podgorička skupština, Подгоричка скупштина Podgoricika Skupștina) a fost stabilită și a votat interzicerea întoarcerii regelui în țară și unirea țării cu Regatul Serbiei la 1 decembrie 1918. La Răscoala de Crăciun, o mare parte din populația din Muntenegru, cunoscuți ca Verzii (Zelenaši) s-a revoltat împotriva deciziei de unificare cu Serbia, iar apoi, conduși de către liderul lor militar Krsto Zrnov Popović, au luptat împotriva forțelor pro-unificatoare, Albii (Bjelaši). Familia regală a fost reabilitată în 2011, de către guvern, iar astăzi este condusă de Prințul Moștenitor Nikola II.

### Regatul Iugoslaviei
În 1922, Muntenegru a devenit, formal "Oblastul Cettinje" a zonei Zeta în Regatul Sârbilor, Croaților și Slovenilor, anexând pentru prima oară zonele de coastă ce au aparținut Albaniei Venețiene. Datorită unor restructurări succesive, în 1929 a devenit parte a unei regiuni mai întinse Banatul Zeta a Regatului Iugoslaviei a căror granițe atingeau și râul Neretva.
Strănepotul lui Nikola, regele sârb Alexandru I al Iugoslaviei domina guvernul Iugoslav. Banatul Zetei fusese unul dintre 9 banate care formau regatul și i-a fost dată denumirea după numele său vechi a acestei regiuni, Zeta. Era formată din Muntenegrul de astăzi, Serbia Centrală, Croația și Bosnia.

#### Regatul Muntenegrului (1941–1944)

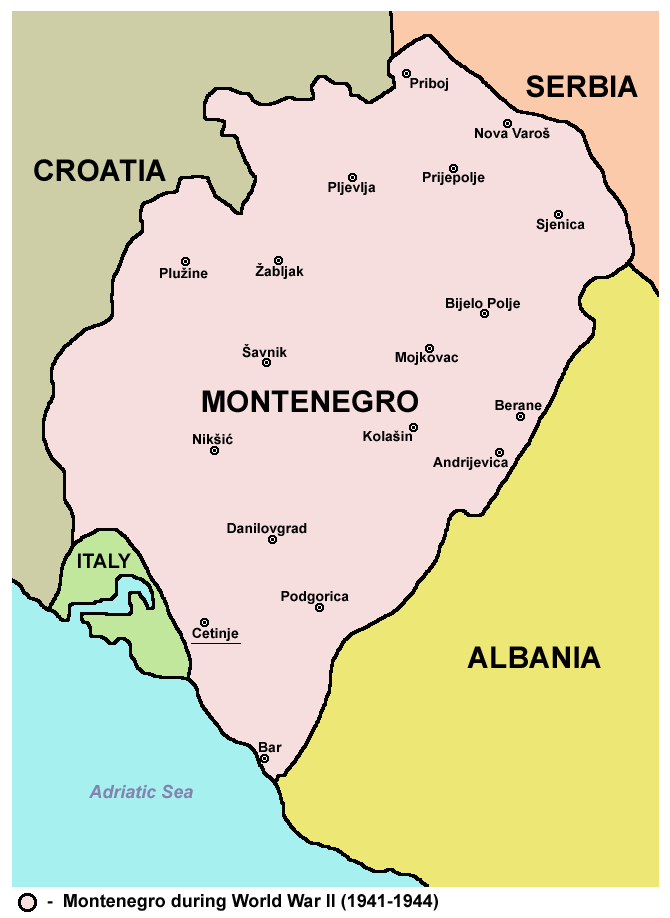

În 1941, Benito Mussolini a ocupat Muntenegru și l-a anexat Regatului Italian. Regina italiei, Elena a Muntenegrului și-a influențat soțul, Victor Emanuel al III-lea al Italiei ca să-i sugereze lui Mussolini să facă Muntenegrul independent de Iugoslavia. După primăvara anului 1942, majoritatea suprafeței regiunii Sangeac, care a fost inclusă în Muntenegru, nu era în realitate controlată de guvern. Zona Golfului Kotor (Cattaro) a fost anexată provinciei dalmate a Italiei până în Septembrie 1943. După ce au plecat italienii, Muntenegru a rămas sub controlul trupelor germane, cu un război de gherilă teribil care a făcut ravagii în această zonă. În decembrie 1944 trupele germane au îndepărtat Partizanii iugoslavi a lui Josip Broz Tito.

### Muntenegru în componențaIugoslaviei Socialiste
Muntenegru, ca și restul Iugoslaviei a fost eliberat de Partizanii iugoslavi în 1944. Prima răscoală în Puterile Axei- a Europei ocupate a avut loc pe 13 iulie 1941 în Muntenegru, când populația din Muntenegru s-a ridicat împotriva fasciștilor și s-au alăturat comuniștilor. Unii din cei mai emeriți partizani sunt Arso Jovanović, Sava Kovačević, Svetozar Vukmanović-Tempo, Milovan Đilas, Peko Dapčević, Vlado Dapčević, Veljko Vlahović, Blažo Jovanović, Pavle Kapičić and Ivan Milutinović. Muntenegru a devenit una din 6 republici socialiste ce alcătuiau Republica Socialistă Federativă Iugoslavia (RSFI), capitala sa Podgorica schimbându-și numele în Titograd în onoarea lui Josip Broz Tito. După război, infrastructura Iugoslaviei a fost reconstruită, începuse industrializarea iar Universitatea Muntenegreană a fost fondată. Republicii Socialiste Muntenegru i s-a acordat o autonomie sporită după ratificarea unei noi constituții, în 1974.

### Dizolvarea Iugoslaviei Socialiste
După dizolvarea RSFI, în 1992, Muntenegru a rămas parte din Republica Federativă Iugoslavia împreună cu Serbia.
După desfășurarea referendumului de a rămâne sau nu în Iugoslavia din 1992, prezența fusese de 66% din populație, cu 95,96% din respondenți ce au votat în favoarea unei federații cu Serbia. Referendumul a fost boicotat de către populația musulmană, albaneză și catolică, dar mai ales de cetățenii ce se declarau pentru independență. Opozanții au comunicat atunci că referendumul a fost organizat sub condiții anti-democratice cu propagandă răspândită de către instituțiile de presă controlate de guvern în favoarea votării pentru federație. Nu există rapoarte care ar comunica corectitudinea și justețea acestui referendum, întrucât nu a fost monitorizat, în contrast cu referendumul cu aceeași temă din 2006, unde au fost prezenți observatorii Uniunii Europene.
În anii 1991-1995, în care s-au desfășurat Războiul Bosniac și cel croat, poliția și forțele militare din Muntenegru s-au alăturat celor sârbești în perioada atacurilor din Dubrovnik, Croația. Aceste acte de agresiune, cu scopul de a dobândi mai mult teritoriu, au fost caracterizate de grave încălcări ale drepturilor omului.
Generalul muntenegrean Pavle Strugar a fost condamnat pentru participarea sa în bombardamentele din Dubrovnik. Refugiații bosniaci au fost arestați de către poliția muntenegreană și duși în lagărele sârbești în Foča, unde au fost supuși torturii și executați.
În 1996, guvernul lui Milo Đukanović a rupt relațiile dintre Muntenegru și regimul Sârbesc, care atunci, se afla sub controlul lui Slobodan Milošević. Muntenegru și-a format propria politică monetară și a adoptat Deutsche Mark (Marca Germană) ca monedă oficială, mai apoi adoptând Euro, deși nu a făcut și nici nu face încă parte din Zona Euro. Guvernele ce s-au succedat de-a lungul anilor au promovat politici pro-independente, iar relațiile politice cu Serbia au stagnat, în ciuda schimbărilor politice de la Belgrad. Unele ținte din Muntenegru au fost bombardate de către forțele NATO în timpul Operațiunii Forțelor Aliate în 1999, deși importanța acestor atacuri nu a fost semnificativă.
În 2002, Serbia și Muntenegru a ajuns la o nouă înțelegere despre cooperare și a intrat în negocieri cu privire la statutul viitor al Republicii Federale Iugoslavia. În 2003, federația Iugoslavă a fost înlocuită cu o uniune statală mai descentralizată, numită Serbia și Muntenegru.

### Calea spre independență
Statutul uniunii dintre Serbia și Muntenegru a fost subiectul referendumului cu referire la independența Muntenegrului pe 21 mai 2006, cu 419.240 de voturi înregistrate, reprezentând 86.5% din electoratul total. 230,661 de voturi au fost pentru independență (55.5%), iar 185.002 votes (44.5%) au fost împotriva ei. Diferența de 45,659 de voturi de-abia a ajuns pentru 55% necesare pentru validarea referendumului, în acord cu regulile instituite de Uniunea Europeană. Potrivit comisiei electorale, pragul de 55% a fost întrecut de numai 2,300 de voturi. Serbia, statele-membre ale Uniunii Europene și membrii permanenți a Consiliului de Securitate al ONU respectiv, au recunoscut independența Muntenegrului.
Referendumul din 2006 a fost monitorizat de 5 comisii internaționale, conduși de o echipă OSCE/ODIHR, și cu aproximativ 3,000 de observatori în total (incluzând observatori locali de la CEMI, CEDEM și alte organizații). Organizația OSCE/BIDDO și-a unit eforturile cu membrii Adunării Parlamentare OSCE (OSCE PA), Adunarea Parlamentară a Consiliului Europeni (PACE,APCE), Congresul Autorităților Locale și Regionale din Europa (CLRAE) și Parlamentul European pentru a forma Misiunea Internațională de Monitorizare a Referendumului (IROM). Rapoartele IROM nu au semnalat încălcări menționând: "conformitatea referendumului a fost evaluată cu măsurile și legile OSCE, a angajamentelor Consiliului European, și a altor standarde internaționale privind desfășurarea procesului electoral în mod democratic și în conformitate cu legislația locală." Mai mult, raportul a menționat modul desfășurării campaniei electorale, menționând echidistanța și imparțialitatea spunând astfel că "nu s-au înregistrat rapoarte cu privire la lipsirea de drepturile și/sau politice civile."
Pe data de 3 iunie 2006, Parlamentul Muntenegrean a declarat independența Muntenegrului, confirmând, formal, independența Muntenegrului. Serbia nu a făcut nici o obiecție.
Relațiile dintre Serbia și Muntenegru s-au înrăutățit pe 6 septembrie 2007 după ce conducerea muntenegrului a interzis Mitropolitului Bisericii Sârbești, preotul Filaret să intre în țară.
Situația s-a agravat și mai tare când un ministru sârb a numit Muntenegru ca fiind un "semi-stat", determinând Podgorica să solicite scuze și să înainteze un protest către guvernul Serbiei. Prim-ministrul sârb, Božidar Đelić, a trimis o scrisoare de iertare Muntenegrului după cele spuse de către consilierul premierului sârb Aleksandar Simic.

## Legături externe
- O cronologie a celor mai importante momente din istoria Muntenegrului, BBC